# Перо (Савона)
Перо (итал. Pero) је насеље у Италији у округу Савона, региону Лигурија.
Према процени из 2011. у насељу је живело 679 становника. Насеље се налази на надморској висини од 115 м.